# Aphloia theiformis
Aphloia theiformis là một loài thực vật có hoa trong họ Aphloiaceae. Chúng là một dạng cây bụi thường xanh hay cây thân gỗ nhỏ có ở Đông Phi, Madagascar, quần đảo Mascarene và Seychelles.

## Phân loài

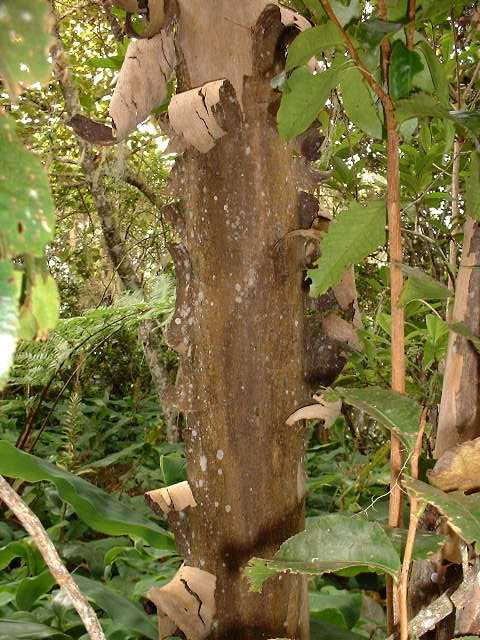
Thân cây

- A. t. andringitrensis
- A. t. obcuneata
- A. t. tsaratananae
- A. t. deltoides
- A. t. madagascariensis
- A. t. mauritiana
- A. t. theiformis
- A. t. angusta
- A. t. angustissima
- A. t. caerulescens
- A. t. latifolia
- A. t. micrantha
- A. t. micranthera
- A. t. minima
- A. t. racemosa
- A. t. seychellensis